# Макрин
Марко Опелије Макрин (лат. Marcus Opellius Severus Macrinus Augustus) је био први римски цар који није био ни сенатор нити је водио порекло из неке сенаторске фамилије у часу доласка на власт. Своју четрнаестомесечну владавину провео је углавном на истоку.

## Порекло и долазак на власт
Макрин је био рођен у Цезареји у Мауританији око 165. године. Током владавине Септимија Севера, Макрин је напредовао у административној служби. Каракала је Макрину доделио службу преторијанског префекта. Тај положај Макрин је делио са једним искусним војником Адвентусом, и обојица су пратили Каракалу у његовој ратној кампањи на Истоку.

## Владавина
Крајем друге ратне сезоне, у зиму 216—217. године, у Риму су се проширили гласови да се Макрин прогласио за цара. Изгледа да су те вести допрле и до Каракале. Како год било, Каракала је био убијен недалеко од Каре, а наводно је то учинио један војник којег је царева телесна гарда промптно убила. У ову верзију догађаја нису били сви убеђени, али је војска прогласила Макрина за цара 11. априла 217. године. Макрин је убрзо прогласио свог сина Дијадуменијана за цезара и наследника. Макрин је Адвента послао у Рим, доделивши му положај градског префекта.
Каракалина мајка, Јулија Домна, разматрала је могућност да подигне устанак против Макрина; али није била сигурна у успех а њена болест је била одмакла; стога се решила да изврши самоубиство изгладњивањем. 
Макрин је сместа послао помирљиво писмо партском владару Артабану V, али је у овом чину Артабан препознао слабост и подигао је велику војску да се освети Римљанима за поразе из претходне године, под Каракалом. Иако је Макрин желео да избегне бој, у бици код Нисибиса, Парћани су дошли до победе. Рат је завршен тако што је Макрин исплатио велику суму новца за потписивање мира. Такође, споразуми су постигнути са Јерменима, као и са Дачанима, који су нападали лимес, чим су чули за Каракалину смрт. 
Макрин се није вратио у Рим 217. године, што је подвлачило његов рђав положај. У Риму је дошло у августу те године до пожара, а касније и поплаве, за шта је био окривљен цар; Адвент се није добро показао као градски префект.
Макрин је показао тенденцију да сукобе решава путем мира а не војног сукоба што му је успешно пошло за руком у Дакији и Јерменији где су сукоби избегнути дипломатским акцијама. Ипак, ситуација у Месопотамији није могла бити мирно разрешена и Макрин је био проморан на рат са парћанима. У бици код Низибиса 217. обе стране претрпеле су велике губитке и није било победника те је Макрин напослетку морао да склопи мир. Парћанском владару исплаћено је 200 милиона сестерција у замену за примирје што је изазвало презир војника према новом цару. 

## Устанак и смрт
Пораз код Нисибиса изазвао је незадовољство у војсци. Када је устанак који је инспирисала Јулија Меза почео, њен 14-годишњи унук је проглашен за цара Елагабала у близини Емесе. То је заправо био покрет које су водиле жене из династије Севера: Јулија Меза, Јулија Соемис и Јулија Мамеа. Устанку су се придружиле многе легије, али Макрин није губио присебност и стао је на чело трупа које су му остале лојалне. 
Две стране су се сукобиле код Антиохије 8. јуна 218. Макрин је доживео пораз и био напуштен од својих војника. Онда је послао свог сина Дијадуменијана код парћанског краља, а сам се припремао да побегне у Рим. Макрин је покушао да прерушен побегне кроз Малу Азију, али је био заробљен код Халкедона и убрзо убијен негде у Кападокији. На исти начин завршио је и његов син, Диадуменијан.